# Драйзам
Драйзам (Дрейзам; нем. Dreisam, от кельт. *tragisamā — «быстро бегущая») — река в Германии, левый приток Эльц. Канализирована в нижнем и среднем течениях. Относится к бассейну Рейна. Протекает по земле Баден-Вюртемберг.

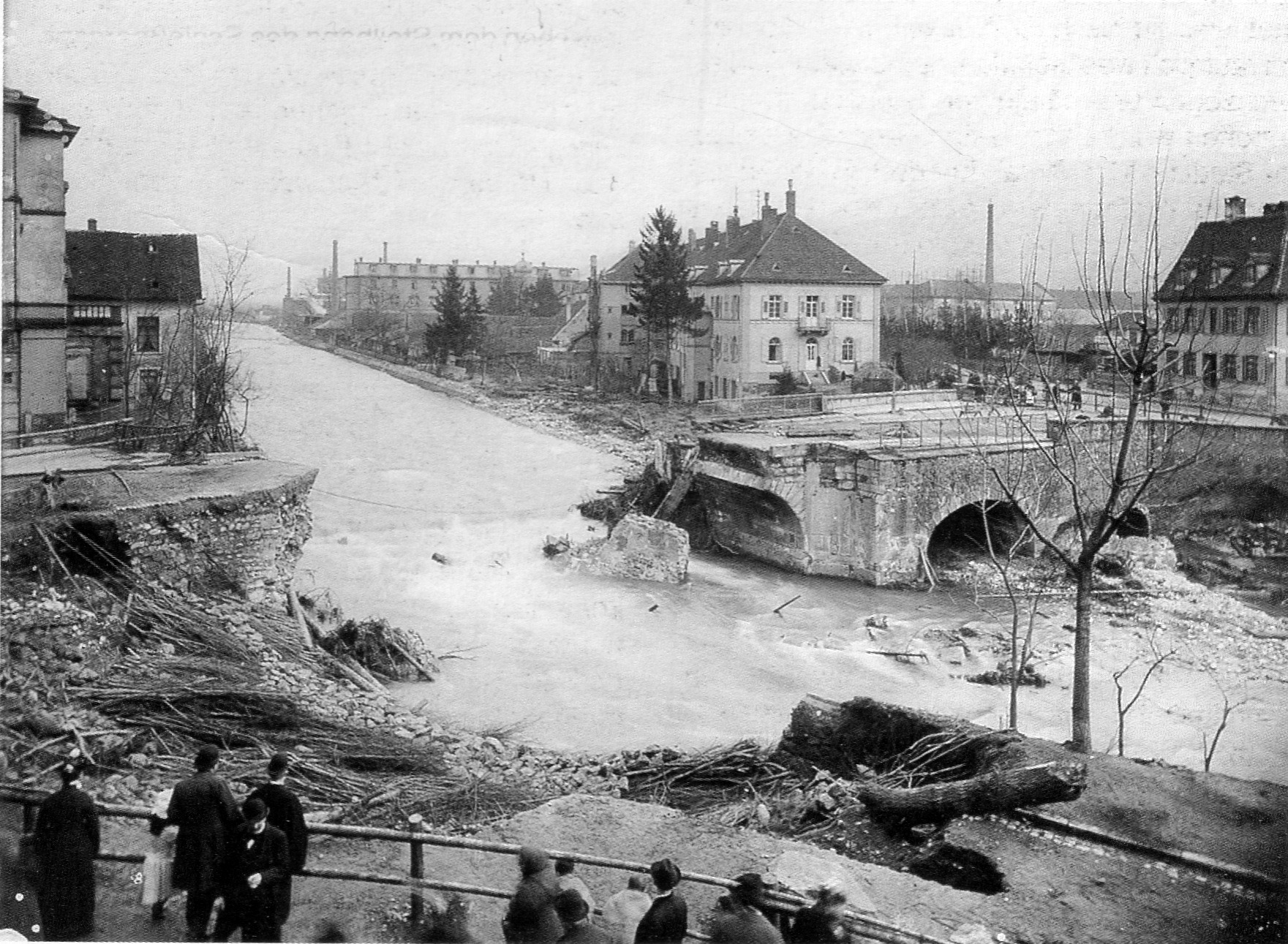
Разрушенный при наводнении мост «Schwabentorbrücke» (1896)